# Menziesichthys bacescui
Menziesichthys bacescui és una espècie de peix pertanyent a la família dels lipàrids i l'única del gènere Menziesichthys.

## Hàbitat
És un peix marí i batidemersal que viu entre 1.296 i 1.317 m de fondària.

## Distribució geogràfica
Es troba al Pacífic sud-oriental.

## Observacions
És inofensiu per als humans.